# A5 (autópálya, Portugália)
Az A5-ös vagy Estoril parti autópálya egy portugál autópálya, amely összeköti Lisszabont Cascais-szal, összekötve a lisszaboni nagyvárosi terület északi partjának déli partját, teljes hossza 25 km.
Ez a legrégebbi portugál autópálya, amelynek első szakaszát 1944-ben adták át, és 2015-ben fejezték be teljesen, mivel ez az alapvető tengely, amely összeköti Lisszabont az Estoril-parttal és Cascais-val, 25 km hosszan. Az A5 teljes egészében egybeesik a 15. számú kiegészítő útvonallal (IC15).
Ez az autópálya a Serra de Monsanto lábánál kezdődik, Lisszabon városának szélén, és a Vale do Jamor felé halad, ahol találkozik a Jamor Nemzeti Stadionnal és keresztezi az A9-et (CREL). Számos tudományos és technológiai parkot figyelembe véve az A5-ös út Oeiras, valamint Carcavelos és Estoril fürdőterületén keresztül folytatódik, hogy Cascaistól északnyugatra, a Sintra-Cascais Nemzeti Park határa közelében, a nyugati parttól és a Guincho strandtól néhány kilométerre érjen véget.
A Brisa koncessziós jogosult üzemelteti és tartja karban, és részben díjköteles. Oeiras és Estoril között az autópálya bejáratánál vagy kijáratánál 1,50 € díjat számítanak fel.